# 인디고고
인디고고(Indiegogo)는 2008년 Danae Ringelmann, Slava Rubin, Eric Schell에 의해 설립된 국제 크라우드펀딩 웹사이트이다. 본사는 캘리포니아주 샌프란시스코에 위치해 있다. 이 사이트는 크라우드 펀딩을 제공하는 최초의 사이트들 가운데 하나이다. 인디고고는 사람들이 아이디어, 자선, 스타트업 비즈니스를 위해 제품을 홍보하고 자금 모금이 가능하게 해준다. 인디고고는 기여에 5% 비용을 과금한다. 이 과금에는 스트라이프 신용 카드 처리 비용 3% + $0.30 (거래 당)이 추가된다. 15,000,000명의 사람들이 매달 이 사이트를 방문한다.

## 반응
킥스타터와 함께 인디고고는 가장 유명한 2개의 도메인 기반 크라우드펀딩 웹사이트 가운데 하나이다. 인디고고는 킥스타터 대비 루저 가이드라인(looser guideline)이 있는데, 킥스타터에서 하지 않을 캠페인을 사용자들이 기금 지원을 할 수 있게 하는 것이다.

## 같이 보기
- 크라우드펀딩
- 오픈 소스 하드웨어
- 킥스타터